# Consoli tardo imperiali romani
La lista dei consoli tardo imperiali romani dall'ascesa al trono di Diocleziano (nel 284) al 476 (caduta dell'Impero romano d'Occidente) e poi fino al 541, quale elenco successivo al precedente consoli alto imperiali romani.

## Legenda
Legenda: CS o Suff.=Consul Suffectus - I, II, II, IV, ecc.= in caso di più nomine

## III secolo
| Anno          | Primo console                                                  | Secondo console                                                |
| ------------- | -------------------------------------------------------------- | -------------------------------------------------------------- |
| 285           | Imperatore Cesare Marco Aurelio Carino Augusto III             | Tito Claudio Marco Aurelio Aristobulo                          |
|               | Imperatore Cesare Gaio Aurelio Valerio Diocleziano Augusto II  |                                                                |
| 286           | Marco Giunio Massimo II                                        | Vettio Aquilino                                                |
| 287           | Imperatore Cesare Gaio Aurelio Valerio Diocleziano Augusto III | Imperatore Cesare Marco Aurelio Valerio Massimiano Augusto     |
| 288           | Imperatore Cesare Marco Aurelio Valerio Massimiano Augusto II  | Pomponio Gennariano                                            |
| 289           | Marco Magrio Basso                                             | Lucio Ragonio Quinziano                                        |
| (1º febbraio) | Marco Umbrio Primo                                             | Tito Flavio Celiano                                            |
| (1º marzo)    | Ceonio Proculo                                                 |                                                                |
| (1º aprile)   | Elvio Clemente                                                 |                                                                |
| (1º maggio)   | Flavio Decimo                                                  |                                                                |
| 290           | Imperatore Cesare Gaio Aurelio Valerio Diocleziano Augusto IV  | Imperatore Cesare Marco Aurelio Valerio Massimiano Augusto III |
| 291           | Gaio Giunio Tiberiano II                                       | Cassio Dione                                                   |
| 292           | Afranio Annibaliano                                            | Giulio Asclepiodoto                                            |
| 293           | Imperatore Cesare Gaio Aurelio Valerio Diocleziano Augusto V   | Imperatore Cesare Marco Aurelio Valerio Massimiano Augusto IV  |
| 294           | Gaio Flavio Valerio Costanzo Cesare                            | Gaio Galerio Valerio Massimiano Cesare                         |
| 295           | Nummio Tusco                                                   | Gaio Annio Anullino                                            |
| 296           | Imperatore Cesare Gaio Aurelio Valerio Diocleziano Augusto VI  | Gaio Flavio Valerio Costanzo Cesare II                         |
| 297           | Imperatore Cesare Marco Aurelio Valerio Massimiano Augusto V   | Gaio Galerio Valerio Massimiano Cesare II                      |
| 298           | Marco Giunio Cesonio Nicomaco Anicio Fausto Paolino II         | Virio Gallo                                                    |
| 299           | Imperatore Cesare Gaio Aurelio Valerio Diocleziano Augusto VII | Imperatore Cesare Marco Aurelio Valerio Massimiano Augusto VI  |
| 300           | Gaio Flavio Valerio Costanzo Cesare III                        | Gaio Galerio Valerio Massimiano Cesare III                     |

## IV secolo
| 301  | Tito Flavio Postumio Tiziano II                                   | Virio Nepoziano                                                 |                                                               |                                                               |
| 302  | Gaio Flavio Valerio Costanzo Cesare IV                            | Gaio Galerio Valerio Massimiano Cesare IV                       |                                                               |                                                               |
| 303  | Imperatore Cesare Gaio Aurelio Valerio Diocleziano Augusto VIII   | Imperatore Cesare Marco Aurelio Valerio Massimiano Augusto VII  |                                                               |                                                               |
| 304  | Imperatore Cesare Gaio Aurelio Valerio Diocleziano Augusto IX     | Imperatore Cesare Marco Aurelio Valerio Massimiano Augusto VIII |                                                               |                                                               |
| 305  | Gaio Flavio Valerio Costanzo Cesare V                             | Gaio Galerio Valerio Massimiano Cesare V                        |                                                               |                                                               |
| 306  | Imperatore Cesare Flavio Valerio Costanzo Augusto VI              | Imperatore Cesare Gaio Galerio Valerio Massimiano Augusto VI    |                                                               |                                                               |
| 307  | Imperatore Cesare Marco Aurelio Valerio Massimiano Augusto IX (O) | Flavio Valerio Costantino Cesare (O)                            |                                                               |                                                               |
| Roma | Imperatore Cesare Gaio Galerio Valerio Massimiano Augusto VII     | Galerio Valerio Massimino Cesare                                |                                                               |                                                               |
|      | Imperatore Cesare Flavio Valerio Severo Augusto (E)               | Galerio Valerio Massimino Cesare (E)                            |                                                               |                                                               |
| 308  | Gaio Aurelio Valerio Diocleziano Augusto X                        | Imperatore Cesare Gaio Galerio Valerio Massimiano Augusto VII   |                                                               |                                                               |
| Roma | Imperatore Cesare Marco Aurelio Valerio Massenzio Augusto         | Marco Valerio Romolo                                            |                                                               |                                                               |
| 309  | Post consulatum Diocletiani X et Maximiani Augusti VII (O)        | Post consulatum Diocletiani X et Maximiani Augusti VII (O)      | Post consulatum Diocletiani X et Maximiani Augusti VII (O)    | Post consulatum Diocletiani X et Maximiani Augusti VII (O)    |
| Roma | Imperatore Cesare Marco Aurelio Valerio Massenzio Augusto II      | Marco Valerio Romolo II                                         |                                                               |                                                               |
|      | Imperatore Cesare Valerio Liciniano Licinio Augusto (E)           | Imperatore Cesare Flavio Valerio Costantino Augusto (E)         |                                                               |                                                               |
| 310  | II post consulatum Diocletiani X et Maximiani Augusti VII (O)     | II post consulatum Diocletiani X et Maximiani Augusti VII (O)   | II post consulatum Diocletiani X et Maximiani Augusti VII (O) | II post consulatum Diocletiani X et Maximiani Augusti VII (O) |
| Roma | Imperatore Cesare Marco Aurelio Valerio Massenzio Augusto III     |                                                                 |                                                               |                                                               |
|      | Tazio Andronico (E)                                               | Pompeo Probo (E)                                                |                                                               |                                                               |

311 Imperatore Cesare Gaio Galerio Valerio Massimiano Augusto VIII, Imperatore Cesare Galerio Valerio Massimino Augusto II, Gaio Ceionio Rufio Volusiano (Roma), Aradio Rufino (Roma)

312 Imperatore Cesare Flavio Valerio Costantino Augusto II, Imperatore Cesare Valerio Liciniano Licinio Augusto II, Imperatore Cesare Marco Aurelio Valerio Massenzio Augusto IV (Roma)

313 Imperatore Cesare Flavio Valerio Costantino Augusto III, Imperatore Cesare Valerio Liciniano Licinio Augusto III, Imperatore Cesare Galerio Valerio Massimino Augusto III

314 Gaio Ceionio Rufio Volusiano II, Petronio Anniano
315 Imperatore Cesare Flavio Valerio Costantino Augusto IV, Imperatore Cesare Valerio Liciniano Licinio Augusto IV

316 Antonio Cecinio Sabino, Vettio Rufino

317 Ovinio Gallicano, Cesonio Basso

318 Imperatore Cesare Valerio Liciniano Licinio Augusto V, Flavio Giulio Crispo Cesare

319 Imperatore Cesare Flavio Valerio Costantino Augusto V, Valerio Liciniano Licinio Cesare
320 Imperatore Cesare Flavio Valerio Costantino Augusto VI, Flavio Claudio Costantino Cesare

321 Flavio Giulio Crispo Cesare II (O), Flavio Claudio Costantino Cesare II (O), Imperatore Cesare Valerio Liciniano Licinio Augusto VI (E), Valerio Liciniano Licinio Cesare II (E)

322 Petronio Probiano (O), Amnio Anicio Giuliano (O)

323 Acilio Severo (O), Vettio Rufino (O)

324 Flavio Giulio Crispo Cesare III (O), Flavio Claudio Costantino Cesare III (O)
325 Sesto Anicio Fausto Paolino, Giulio Giuliano

326 Imperatore Cesare Flavio Valerio Costantino Augusto VII, Flavio Giulio Costanzo Cesare

327 Flavio Costanzo, Valerio Massimo

328 Flavio Gennarino, Vettio Iusto

329 Imperatore Cesare Flavio Valerio Costantino Augusto VIII, Flavio Claudio Costantino Cesare IV
330 Flavio Gallicano, Aurelio Valerio Tulliano Simmaco

331 Giunio Basso, Flavio Ablabio

332 Lucio Papio Pacaziano, Mecilio Ilariano

333 Flavio Dalmazio, Domizio Zenofilo

334 Flavio Optato, Amnio Manio Cesonio Nicomaco Anicio Paolino
335 Flavio Giulio Costanzo, Ceionio Rufio Albino

336 Virio Nepoziano, Tettio Facundo

337 Flavio Feliciano, Fabio Tiziano

338 Flavio Urso, Flavio Polemio

339 Imperatore Cesare Flavio Giulio Costanzo Augusto II, Imperatore Cesare Flavio Giulio Costante Augusto
340 Settimio Acindino, Lucio Aradio Valerio Proculo

341 Antonio Marcellino, Petronio Probino

342 Imperatore Cesare Flavio Giulio Costanzo Augusto III, Imperatore Cesare Flavio Giulio Costante Augusto II

343 Marco Mecio Memmio Furio Baburio Ceciliano Placido, Flavio Romolo

344 Flavio Domizio Leonzio, Flavio Bonoso (O, gennaio-aprile/maggio), Flavio Giulio Sallustio(E; O aprile/maggio-dicembre)
345 Flavio Amanzio, Marco Nummio Albino

346 Imperatore Cesare Flavio Giulio Costanzo Augusto IV, Imperatore Cesare Flavio Giulio Costante Augusto III

347 Vulcacio Rufino, Flavio Eusebio

348 Flavio Filippo, Flavio Salia

349 Ulpio Limenio, Aconio Catullino
350 Flavio Sergio, Flavio Nigriniano

351 Imperatore Cesare Flavio Magno Magnenzio Augusto, Gaisone, Post consulatum Sergii et Nigriniani (Oriente)

352 Magno Decenzio Cesare, Paolo, Imperatore Cesare Flavio Giulio Costanzo Augusto V, Flavio Claudio Costanzo Cesare

353 Imperatore Cesare Flavio Giulio Costanzo Augusto VI, Flavio Claudio Costanzo Cesare II

354 Imperatore Cesare Flavio Giulio Costanzo Augusto VII, Flavio Claudio Costanzo Cesare III
355 Flavio Arbizione, Quinto Flavio Mesio Egnazio Lolliano

356 Imperatore Cesare Flavio Giulio Costanzo Augusto VIII, Flavio Claudio Giuliano Cesare

357 Imperatore Cesare Flavio Giulio Costanzo Augusto IX, Flavio Claudio Giuliano Cesare II

358 Censorio Daziano, Nerazio Cereale

359 Flavio Eusebio, Flavio Ipazio
360 Imperatore Cesare Flavio Giulio Costanzo Augusto X, Flavio Claudio Giuliano Cesare III

361 Flavio Tauro, Flavio Florenzio

362 Claudio Mamertino, Flavio Nevitta

363 Imperatore Cesare Flavio Claudio Giuliano Augusto IV, Flavio Sallustio

364 Imperatore Cesare Flavio Gioviano Augusto, Flavio Varroniano
365 Imperatore Cesare Flavio Valentiniano Augusto, Imperatore Cesare Flavio Valente Augusto

366 Flavio Graziano, Dagalaifo

367 Flavio Lupicino, Flavio Valente Giovino

368 Imperatore Cesare Flavio Valentiniano Augusto II, Imperatore Cesare Flavio Valente Augusto II

369 Flavio Valentiniano Galata, Flavio Vittore
370 Imperatore Cesare Flavio Valentiniano Augusto III, Imperatore Cesare Flavio Valente Augusto III

371 Imperatore Cesare Flavio Graziano Augusto II, Sesto Petronio Probo

372 Domizio Modesto, Flavio Arinteo

373 Imperatore Cesare Flavio Valentiniano Augusto IV, Imperatore Cesare Flavio Valente Augusto IV

374 Imperatore Cesare Flavio Graziano Augusto III, Flavio Equizio
375 Post consulatum Gratiani Augusti III et Equitii

376 Imperatore Cesare Flavio Valente Augusto V, Imperatore Cesare Flavio Valentiniano Augusto

377 Imperatore Cesare Flavio Graziano Augusto IV, Flavio Merobaude

378 Imperatore Cesare Flavio Valente Augusto VI, Imperatore Cesare Flavio Valentiniano Augusto II

379 Decimo Magno Ausonio, Quinto Clodio Ermogeniano Olibrio
380 Imperatore Cesare Flavio Graziano Augusto V, Imperatore Cesare Flavio Teodosio Augusto

381 Flavio Siagrio, Flavio Eucherio

382 Flavio Claudio Antonio, Flavio Afranio Siagrio

383 Flavio Merobaude II, Flavio Saturnino

384 Flavio Ricomere, Clearco
385 Imperatore Cesare Flavio Arcadio Augusto, Flavio Bautone

386 Flavio Onorio, Flavio Euodio

387 Imperatore Cesare Flavio Valentiniano Augusto III, Eutropio

388 Imperatore Cesare Flavio Magno Massimo Augusto II, Imperatore Cesare Flavio Teodosio Augusto II, Materno Cinegio

389 Flavio Timasio, Flavio Promoto
390 Imperatore Cesare Flavio Valentiniano Augusto IV, Flavio Neoterio

391 Flavio Eutolmio Taziano, Quinto Aurelio Simmaco

392 Imperatore Cesare Flavio Arcadio Augusto II, Flavio Rufino

393 Imperatore Cesare Flavio Teodosio Augusto III, Imperatore Cesare Eugenio Augusto, Flavio Abundanzio

394 Imperatore Cesare Flavio Arcadio Augusto III, Imperatore Cesare Flavio Onorio Augusto II, Virio Nicomaco Flaviano
395 Flavio Anicio Ermogeniano Olibrio, Flavio Anicio Probino

396 Imperatore Cesare Flavio Arcadio Augusto IV, Imperatore Cesare Flavio Onorio Augusto III

397 Flavio Cesario, Nonio Attico Massimo

398 Imperatore Cesare Flavio Honorio Augusto IV, Flavio Eutichiano

399 Eutropio, Flavio Mallio Teodoro

400 Aureliano, Flavio Stilicone

## V secolo
| Anno | Primo console                                              | Secondo console |
| ---- | ---------------------------------------------------------- | --- |
| 401  | Flavio Vincenzio (Occidente)                               | Flavio Fravitta (Oriente)                                                                                            |
| 402  | Imperatore Cesare Flavio Arcadio Augusto V (Oriente)       | Imperatore Cesare Flavio Onorio Augusto V (Occidente)                                                                |
| 403  | Imperatore Cesare Flavio Teodosio Augusto (Oriente)        | Flavio Rumorido (Occidente)                                                                                          |
| 404  | Imperatore Cesare Flavio Onorio Augusto VI (Occidente)     | Aristeneto (Oriente)                                                                                                 |
| 405  | Flavio Stilicone II (Occidente)                            | Flavio Antemio (Oriente)                                                                                             |
| 406  | Imperatore Cesare Flavio Arcadio Augusto VI (Oriente)      | Flavio Anicio Petronio Probo (Occidente)                                                                             |
| 407  | Imperatore Cesare Flavio Onorio Augusto VII (Occidente)    | Imperatore Cesare Flavio Teodosio Augusto II (Oriente)                                                               |
| 408  | Anicio Auchenio Basso (Occidente)                          | Flavio Filippo (Oriente o Occidente)                                                                                 |
| 409  | Imperatore Cesare Flavio Onorio Augusto VIII (Occidente)   | Imperatore Cesare Flavio Teodosio Augusto III (Oriente) Imperatore Cesare Flavio Claudio Costantino Augusto (Gallia) |
| 410  | Varanes (Oriente sine collega)                             | Tertullo (Roma) |
| 411  | Imperatore Cesare Flavio Teodosio Augusto IV sine collega  | |
| 412  | Imperatore Cesare Flavio Onorio Augusto IX                 | Imperatore Cesare Flavio Teodosio Augusto V                                                                          |
| 413  | Flavio Lucio                                               | Eracliano |
| 414  | Flavio Costanzo                                            | Flavio Costante |
| 415  | Imperatore Cesare Flavio Onorio Augusto X                  | Imperatore Cesare Flavio Teodosio Augusto VI                                                                         |
| 416  | Imperatore Cesare Flavio Teodosio Augusto VII              | Flavio Giunio Quarto Palladio                                                                                        |
| 417  | Imperatore Cesare Flavio Onorio Augusto XI                 | Flavio Costanzo II                                                                                                   |
| 418  | Imperatore Cesare Flavio Onorio Augusto XII                | Imperatore Cesare Flavio Teodosio Augusto VIII                                                                       |
| 419  | Flavio Monaceio                                            | Flavio Plinta |
| 420  | Imperatore Cesare Flavio Teodosio Augusto IX               | Flavio Costanzo III                                                                                                  |
| 421  | Flavio Agricola                                            | Flavio Eustazio |
| 422  | Imperatore Cesare Flavio Onorio Augusto XIII               | Imperatore Cesare Flavio Teodosio Augusto X                                                                          |
| 423  | Flavio Asclepiodoto                                        | Flavio Avito Mariniano                                                                                               |
| 424  | Flavio Castino                                             | Flavio Vittore |
| 425  | Imperatore Cesare Flavio Teodosio Augusto XI               | Flavio Placido Valentiniano Cesare Imperatore Cesare Giovanni Augusto (non riconosciuto fuori da Roma)               |
| 426  | Imperatore Cesare Flavio Teodosio Augusto XII              | Imperatore Cesare Flavio Placido Valentiniano Augusto II                                                             |
| 427  | Flavio Gerione                                             | Flavio Ardaburio |
| 428  | Flavio Felice                                              | Flavio Tauro |
| 429  | Flavio Florenzio                                           | Flavio Dionisio |
| 430  | Imperatore Cesare Flavio Teodosio Augusto XIII             | Imperatore Cesare Flavio Placido Valentiniano Augusto III                                                            |
| 431  | Flavio Anicio Auchenio Basso                               | Flavio Antioco |
| 432  | Flavio Ezio                                                | Valerio |
| 433  | Imperatore Cesare Flavio Teodosio Augusto XIV              | Petronio Massimo |
| 434  | Flavio Ardaburio Aspare                                    | Flavio Areobindo |
| 435  | Imperatore Cesare Flavio Teodosio Augusto XV               | Imperatore Cesare Flavio Placido Valentiniano Augusto IV                                                             |
| 436  | Flavio Antemio Isidoro                                     | Flavio Senator |
| 437  | Flavio Ezio II                                             | Flavio Sigisvulto |
| 438  | Imperatore Cesare Flavio Teodosio Augusto XVI              | Anicio Acilio Glabrione Fausto                                                                                       |
| 439  | Imperatore Cesare Flavio Teodosio Augusto XVII             | Flavio Rufio Postumio Festo                                                                                          |
| 440  | Imperatore Cesare Flavio Placido Valentiniano Augusto V    | Anatolio |
| 441  | Flavio Tauro Seleuco Ciro (sine collega)                   | |
| 442  | Flavio Dioscoro                                            | Flavio Eudossio |
| 443  | Petronio Massimo II                                        | Flavio Paterio |
| 444  | Imperatore Cesare Flavio Teodosio Augusto XVIII            | Flavio Cecina Decio Aginazio Albino                                                                                  |
| 445  | Imperatore Cesare Flavio Placido Valentiniano Augusto VI   | Flavio Nomo |
| 446  | Flavio Ezio III                                            | Quinto Aurelio Simmaco                                                                                               |
| 447  | Calepio                                                    | Flavio Ardaburio Iunior                                                                                              |
| 448  | Flavio Rufio Pretestato Postumiano                         | Flavio Zenone |
| 449  | Flavio Astirio                                             | Flavio Florenzio Romano Protogene                                                                                    |
| 450  | Imperatore Cesare Flavio Placido Valentiniano Augusto VII  | Gennadio Avieno |
| 451  | Imperatore Cesare Flavio Marciano Augusto                  | Valerio Faltonio Adelfio                                                                                             |
| 452  | Flavio Basso Ercolano                                      | Flavio Sporacio |
| 453  | Opilione                                                   | Giovanni Vincomalo                                                                                                   |
| 454  | Flavio Ezio                                                | Flavio Studio |
| 455  | Imperatore Cesare Flavio Placido Valentiniano Augusto VIII | Flavio Procopio Antemio                                                                                              |
| 456  | Flavio Giovanni                                            | Flavio Varane (in Oriente) Imperatore Cesare Eparchio Avito Augusto (in Occidente)                                   |
| 457  | Flavio Costantino                                          | Flavio Rufo |
| 458  | Imperatore Cesare Giulio Maggioriano Augusto               | Imperatore Cesare Flavio Valerio Leone Augusto                                                                       |
| 459  | Flavio Ricimero                                            | Flavio Giulio Patrizio                                                                                               |
| 460  | Magno (Occidente)                                          | Flavio Apollonio (Oriente)                                                                                           |
| 461  | Flavio Severino (Occidente)                                | Flavio Dagalaifo (Oriente)                                                                                           |
| 462  | Libio Severo Augusto (Occidente)                           | Leone Augusto II (Oriente)                                                                                           |
| 463  | Flavio Cecina Decio Basilio (Occidente)                    | Flavio Viviano (Oriente)                                                                                             |
| 464  | Flavio Rusticio (Oriente)                                  | Flavio Anicio Olibrio (Oriente)                                                                                      |
| 465  | Flavio Basilisco (Oriente)                                 | Flavio Ermenerico (Oriente)                                                                                          |
| 466  | Leone Augusto III (Oriente)                                | Taziano (Gallia) |
| 467  | Puseo (Oriente)                                            | Giovanni (Oriente)                                                                                                   |
| 468  | Antemio Augusto II (Occidente)                             | senza collega |
| 469  | Flavio Marciano (Occidente)                                | Flavio Zenone (Oriente)                                                                                              |
| 470  | Flavio Messio Febo Severo (Occidente)                      | Flavio Giordane (Oriente)                                                                                            |
| 471  | Leone Augusto IV (Oriente)                                 | Celio Aconio Probiano (Occidente)                                                                                    |
| 472  | Flavio Rufio Postumio Festo (Occidente)                    | Flavio Marciano II (Oriente)                                                                                         |
| 473  | Leone Augusto V (Oriente)                                  | senza collega |
| 474  | Leone iunior (Oriente)                                     | senza collega |
| 475  | Zenone Augusto II (Oriente)                                | senza collega |
| 476  | Basilisco Augusto II (Oriente)                             | Armazio (Oriente) |
| 477  | Post consulatum Basilisci Augusti II et Armati             | Post consulatum Basilisci Augusti II et Armati                                                                       |
| 478  | Illo (Oriente)                                             | senza collega |
| 479  | Zenone Augusto III (Oriente)                               | senza collega |
| 480  | Flavio Cecina Decio Massimo Basilio iunior (Occidente)     | senza collega |
| 481  | Rufio Achilio Mecio Placido (Occidente)                    | senza collega |
| 482  | Severino Iunior (Occidente)                                | Flavio Appalio Illo Trocundo (Oriente)                                                                               |
| 483  | Anicio Acilio Aginazio Fausto (Occidente)                  | senza collega |
| 484  | Decio Mario Venanzio Basilio (Occidente)                   | Flavio Teodorico (Oriente)                                                                                           |
| 485  | Quinto Aurelio Memmio Simmaco iunior (Occidente)           | senza collega |
| 486  | Cecina Mavorzio Basilio Decio (Occidente)                  | Flavio Longino (Oriente)                                                                                             |
| 487  | Flavio Nar. Manlio Boezio (Occidente)                      | senza collega |
| 488  | Claudio Giulio Ecclesio Dinamio (Occidente)                | Rufio Achilio Sividio (Occidente)                                                                                    |
| 489  | Petronio Probino (Occidente)                               | Flavio Eusebio (Oriente)                                                                                             |
| 490  | Flavio Anicio Probo Fausto Iunior (Occidente)              | Flavio Longino II (Oriente)                                                                                          |
| 491  | Olibrio (Oriente)                                          | senza collega |
| 492  | Anastasio Augusto (Oriente)                                | Flavio Rufo (Oriente)                                                                                                |
| 493  | Flavio Albino Iunior (Oriente)                             | Flavio Eusebio II (Oriente)                                                                                          |
| 494  | Flavio Turcio Rufio Aproniano Asterio (Occidente)          | Flavio Presidio (Occidente)                                                                                          |
| 495  | Flavio Viatore (Occidente)                                 | senza collega |
| 496  | Flavio Paolo (Oriente)                                     | senza collega |
| 497  | Anastasio Augusto II (Oriente)                             | senza collega |
| 498  | Flavio Paolino (Occidente)                                 | Giovanni Scita (Oriente)                                                                                             |
| 499  | Flavio Giovanni qui et Gibbo                               | Post consulatum Paolini (Occidente)                                                                                  |
| 500  | Flavio Patricio                                            | Flavio Ipazio |

## VI secolo
| Anno | Primo console | Secondo console                                         |
| ---- | --- | ------------------------------------------------------- |
| 501  | Flavio Avieno Iunior | Flavio Pompeo                                           |
| 502  | Rufio Magno Fausto Avieno Iunior | Flavio Probo                                            |
| 503  | Flavio Volusiano | Flavio Dexicrate                                        |
| 504  | Flavio Rufio Petronio Nicomaco Cetego (sine collega) |                                                         |
| 505  | Flavio Teodoro | Flavio Sabiniano                                        |
| 506  | Flavio Ennodio Messala | Flavio Areobindo Dagalaifo Areobindo                    |
| 507  | Imperatore Cesare Flavio Anastasio Augusto III | Venanzio Iunior                                         |
| 508  | Basilio Venanzio Iunior | Flavio Celere                                           |
| 509  | Flavio Importuno (sine collega) |                                                         |
| 510  | Anicio Manlio Torquato Severino Boezio |                                                         |
| 511  | Flavio Arcadio Placido Magno Felice | Flavio Secondino                                        |
| 512  | Flavio Paolo | Flavio Moschiano                                        |
| 513  | Flavio Probo | Flavio Tauro Clementino Armonio Clementino              |
| 514  | Flavio Magno Aurelio Cassiodoro Senatore (sine collega) |                                                         |
| 515  | Flavio Florenzio | Flavio Procopio Antemio                                 |
| 516  | Flavio Pietro (sine collega) |                                                         |
| 517  | Flavio Agapito | Flavio Anastasio Paolo Probo Sabiniano Pompeo Anastasio |
| 518  | Flavio Anastasio Paolo Probo Moschiano Probo Magno, Post consulatum Agapiti (Occidente)                                                                               |                                                         |
| 519  | Imperatore Cesare Flavio Giustino Augusto | Flavio Eutarico Cillica                                 |
| 520  | Flavio Rusticio | Flavio Vitaliano                                        |
| 521  | Flavio Pietro Sabbazio Giustiniano | Flavio Valerio                                          |
| 522  | Flavio Simmaco (Occidente) | Flavio Boezio (Occidente)                               |
| 523  | Flavio Anicio Massimo (sine collega) |                                                         |
| 524  | Imperatore Cesare Flavio Giustino Augusto II | Venanzio Opilio                                         |
| 525  | Flavio Probo | Flavio Teodoro Filosseno Soterico Filosseno             |
| 526  | Flavio Anicio Olibrio (sine collega) |                                                         |
| 527  | Vettio Agorio Basilio Mavorzio (sine collega) |                                                         |
| 528  | Imperatore Cesare Flavio Pietro Sabbazio Giustiniano Augusto II |                                                         |
| 529  | Flavio Decio (sine collega) |                                                         |
| 530  | Flavio Lampadio | Flavio Rufio Gennadio Probo Oreste                      |
| 531  | Post consulatum Lampadii et Orestis |                                                         |
| 532  | Iterum post consulatum Lampadii et Orestis |                                                         |
| 533  | Imperatore Cesare Flavio Pietro Sabbazio Giustiniano Augusto III, III post consulatum Lampadii et Orestis (Occidente)                                                 |                                                         |
| 534  | Imperatore Cesare Flavio Pietro Sabbazio Giustiniano Augusto IV | Flavio Decio Paolino                                    |
| 535  | Flavio Belisario | Post consulatum Paulini (Occidente)                     |
| 536  | Post consulatum Belisarii (Oriente) | Iterum post consulatum Paulini (Occidente)              |
| 537  | Iterum post consulatum Belisarii (Oriente) | III post consulatum Paulini (Occidente)                 |
| 538  | Flavio Giovanni |                                                         |
| 539  | Flavio Strategio Apione |                                                         |
| 540  | Flavio Pietro Teodoro Valentino Rusticio Boraides Germano Giustino |                                                         |
| 541  | Anicio Fausto Albino Basilio |                                                         |
|      | Gli anni dal 542 al 565 sono normalmente indicati nelle iscrizioni come Post Consulatum Basilii + il numero dell'anno, contando uno per il 542 fino a 24 per il 565.  |                                                         |
| 566  | Giustino |                                                         |
|      | Gli anni dal 567 al 578 sono normalmente indicati nelle iscrizioni come Post Consulatum Iustinii + il numero dell'anno, contando uno per il 567 fino a 12 per il 578. |                                                         |
| 579  | Tiberio |                                                         |